# Ehingen (Moyenne-Franconie)
Pour les articles homonymes, voir Ehingen.
Ehingen est une commune allemande de Bavière, située dans l'arrondissement d'Ansbach et le district de Moyenne-Franconie.

## Géographie

Situation d'Ehingen dans l'arrondissement d'Ansbach

Ehingen est située au pied du Mont Hesselberg (altitude : 688 m), à 28,5 km au sud d'Ansbach, le chef-lieu de l'arrondissement et à 19 km à l'est de Dinkelsbühl.
La commune est le siège de la communauté administrative du Hesselberg composé des cinq communes d'Ehingen, Gerolfingen, Röckingen, Unterschwaningen et Wittelhofen qui regroupait 6 074 habitants en 2005 pour une superficie de 113,93 km2.

## Histoire
On a trouvé sur le territoire d'Ehingen des traces du limes romain appelé "Mur du Diable".
Au XIVe siècle, le village devient la propriété des margraves d'Ansbach et intègre la principauté d'Ansbach. Elle devient prussienne en 1792 puis bavaroise en 1806.
Ehingen est érigée en commune lord de la réforme administrative de 1818. Elle a fait partie de l'arrondissement de Dinkelsbühl jusqu'à sa disparition en 1945.
En 1972, la commune de Beyerberg lui est incorporée ainsi que les communes de Dambach et Lentersheim en 1978.

## Démographie
| 1910   | 1933   | 1939   | 2009  |
| ------ | ------ | ------ | ----- |
| 2 251, | 2 095, | 2 036, | 1 964 |